# Fredy Muñoz
Fredy Muñoz Altamiranda é um jornalista colombiano que trabalha para a rede de televisão Telesur, baseada na Venezuela, como seu correspondente em Bogotá. Em 19 de novembro de 2006, Muñoz foi preso ao chegar ao aeroporto de Bogotá sob acusações de suposto "envolvimento com terrorismo". A procuradoria-geral da Colômbia diz que Muñoz foi denunciado por guerrilheiros das FARC atualmente presos, enquanto a Telesur alega que as autoridades judiciais colombianas estimulam falsas acusações por meio de seu programa de "delação premiada".
Muñoz vem trabalhando em reportagens que relacionam atentados contra serviços públicos (como a rede elétrica) na zona rural da Colômbia a militares e policiais locais, em lugar das FARC como normalmente se culpa. De acordo com seus chefes da Telesur, isso teria provocado rancor contra ele entre autoridades colombianas, que lhe teriam fabricado acusações sem provas.
A organização Repórteres Sem Fronteiras denunciou a prisão como um atentado à liberdade de imprensa. A Federação Internacional de Jornalistas emitiu um comunicado em termos similares, assinado por seu diretor regional Gregorio Salazar, no qual exige a libertação imediata de Muñoz.